# Kóoch
Kóoch (en Idioma tehuelche), es la deidad creadora primigenia en la mitología de las creencias tehuelches.

## Descripción
Al analizar la cultura del complejo tehuelche y la específica de los tehuelches insulares, llamados onas o selknam, se postula que Kóoch y Kénos sean variantes del mismo nombre, o que en todo caso ambas deidades comparten una raíz común, o resultan figuras equivalentes, si bien el Kénos selknam admite un espíritu anterior a él, llamado Temaukel. Los tehuelches continentales meridionales, autodenominados chónik, tienen a Kóoch como el "Alto Dios" creador de todas las cosas, morador del cielo. Se trata de un dios ocioso y sin relación directa con los humanos y se lo interpreta como recuerdo o resabio del primitivo monoteísmo. Los diferentes pueblos que constituyen el complejo cultural tehuelche designan a la deidad con diferentes nombres. Así, los patagones del Norte, llamados puelches-guénaken, denominan a esta misma figura Tukutzual, y los pampas antiguos (no confundir con los mapuches), también designados het, que incluyen a la parcialidad de los querandíes, le llamaban Soychu.

## Leyenda
En la Patagonia, los Tehuelches, mencionan que en los inicios del tiempo Kóoch, que vivía envuelto en las tinieblas, dotado de las  emociones humanas, se sentía abrumado por una gran soledad, y por ello lloró desconsoladamente durante mucho tiempo. Sus copiosas lágrimas crearon el mar primordial, Arrok. Al observarlo, un suspiro suyo creó el viento (Xoshem). Este viento apartó las aguas de la tierra y se crearon la tierra firme y las numerosas islas. Para lograr ver su creación, rasgó el manto de tinieblas del cielo y con ello creó a Xaleshen o Kéenyenken, el sol. Para disminuir la oscuridad de la noche creó a Kéenguenkon, la mujer-luna, que devino en un ser maligno y poderoso; Kéenyenken enamoró a la Luna y de esos amores nació Karro, la estrella vespertina, a quien su madre regaló el dominio de las mareas. 
Cuando Kóoch separó las aguas de las tierras surgieron los dos océanos, uno hacia el naciente y otro hacia el poniente (el Atlántico y el Pacífico). En el Atlántico creó una isla habitada por gigantes, uno de los cuales era Nosjthej, quien sería el padre de El-lal, a quién los Tehuelches le atribuyen la creación de su pueblo.